# ليونارد تشيس
ليونارد تشيس (بالإنجليزية: Leonard Chess)‏ هو منتج أسطوانات أمريكي، ولد في 12 مارس 1917 في Motal ‏ في روسيا البيضاء، وتوفي في 16 أكتوبر 1969 في شيكاغو في الولايات المتحدة بسبب توقف القلب.

## وصلات خارجية
- ليونارد تشيس على موقع الموسوعة البريطانية (الإنجليزية)
- ليونارد تشيس على موقع ميوزك برينز (الإنجليزية)
- ليونارد تشيس على موقع أول ميوزيك (الإنجليزية)
- ليونارد تشيس على موقع ديسكوغز (الإنجليزية)